# Rio Alcoa
O rio Alcoa é um rio português que nasce acima de Chiqueda, no Município de Alcobaça, região Oeste, alcançando a cidade de Alcobaça a escassos 7 km da nascente, onde se junta ao rio Baça, desaguando no mar a cerca de 12 km de Alcobaça, perto da Nazaré.
De acordo com uma fonte, o nome da cidade de Alcobaça deriva destes dois rios. Uma outra fonte afirma contudo, que o seu nome é de origem árabe (de Al-cobaxa) e que terá sido a partir deste que os dois rios terão sido denominados. Anteriormente, os rios Seco e Esperança e a ribeira do Mogo fluíam para o rio Alcoa. Presume-se que, em Alcobaça, o rio tenha sido desviado durante as construções do Mosteiro. Em Chiqueda, e durante a Idade Média, os monges construíram no curso do rio uma extracção de água, apelidada de Mãe de Água. Este foi o ponto de partida de uma canalização de 3,2 km, na sua maior parte subterrânea, que abastecia o Mosteiro com água fresca e limpa.

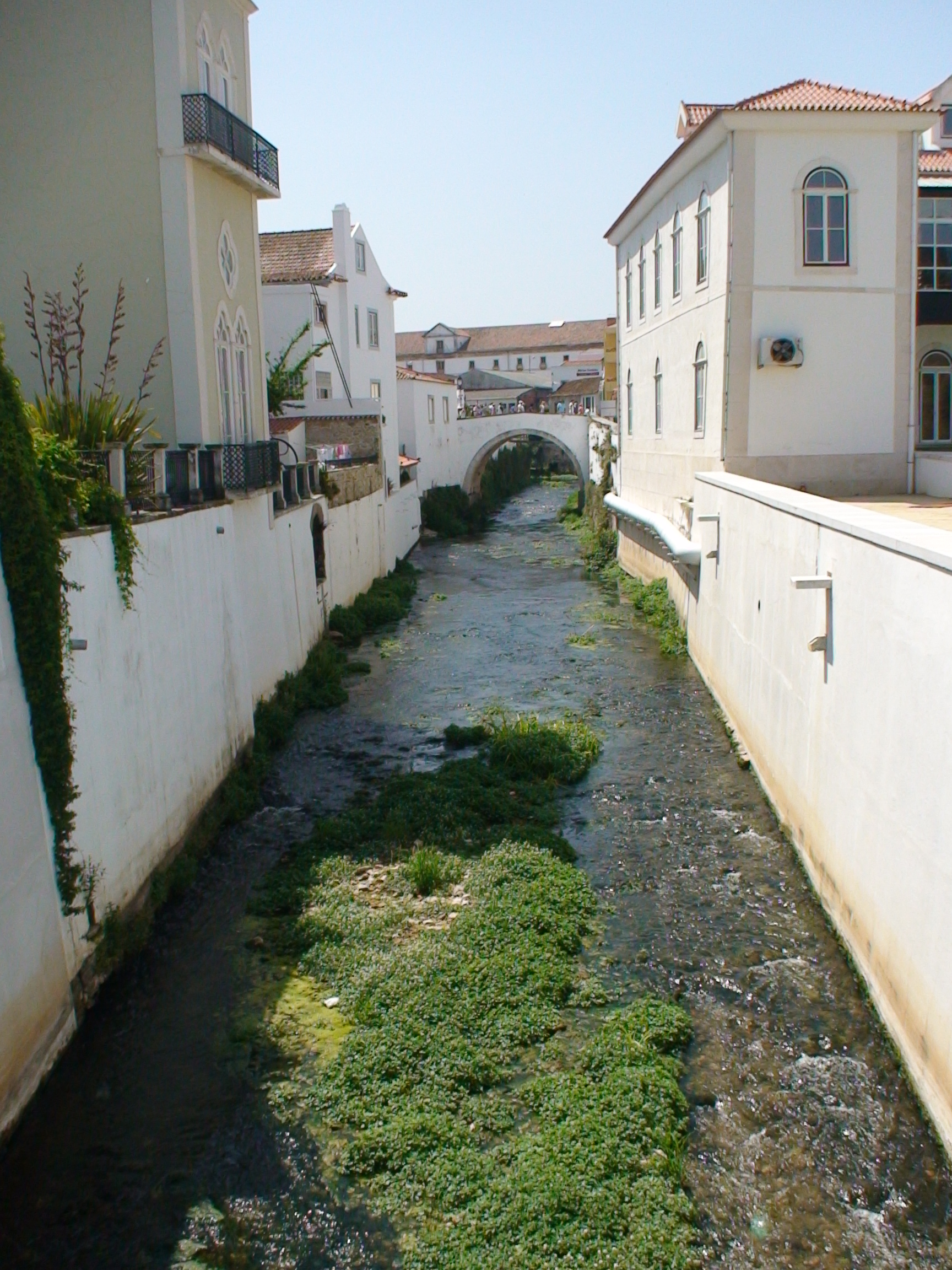
Rio Alcoa em Alcobaça.

Embora se fale de um confluir dos rios Alcoa e Baça em Alcobaça, no seu restante caminho de 12 km até ao mar, desaguando a sul da Nazaré no Atlântico, indo, por vezes, por vários braços laterais e artificiais destinados ao abastecimento de água nesses locais (em Foz do Alcoa, a embocadura do Alcoa), o rio mantém o nome de Alcoa. Esporadicamente encontra-se – como em antigas cartas militares -, a denominação deste rio, após a assimilação do rio Baça, como sendo rio Alcobaça ou igualmente "rio da Fervença". Este último nome corresponde à denominação de uma localidade situada em direcção ao mar, à qual, na época medieval, chegava a Lagoa da Pederneira, local onde desaguava o rio. No entanto, como indicam as placas indicadoras e os documentos públicos, a denominação comum é Alcoa.